# Вулиця Пожарського (Мелітополь)
Вулиця Пожарського — вулиця в Мелітополі на Юрівці. Починається від Ногайської вулиці, а закінчується, переходячи у вулицю Івана Франка. Забудована приватними будинками.

## Назва
Вулиця названа на честь князя Дмитра Пожарського, російського національного героя, одного з організаторів і керівників Другого народного ополчення городян і селян Московії проти Польсько-литовської окупації.
Поруч з вулицею знаходяться тематично повязані з її назвою вулиця Мініна і провулок Мініна, названі на честь Кузьми Мініна, який організовував народне ополчення спільно з Пожарським.

## Історія
Вулиця вперше згадується 20 грудня 1946 під назвою Аеродромна (або Аеродромна 1-ша).
7 жовтня 1960 було затверджено рішення розбити Аеродромну вулицю на дві частини й перейменувати одну з них на вулицю Пожарського. Друга частина стала теперішньою вулицею Мініна.